# 후쿠오카현도 제805호선
805번 후쿠오카현도(일본어: 福岡県道805号白木上辺春線→후쿠오카현도 805호 시라키-가미헤바루선)는 후쿠오카현 야메시 다치바나정 내에 있는 일반 현도 노선이다. 그러나 이 현도는 홋카이도, 오키나와현 등을 제외한 일본의 도부현 45곳에 놓인 도도부현도 노선 번호 중에서 자동차가 다니는 도로 번호로는 가장 큰 번호로 분류한다. 하지만 오사카부도 제804호 기타카와치 자전거도 선의 경우 자전거 전용도로로 취급되는 등 800번대 도도부현도를 자동차 전용 일반도로로 지정한 경우는 홋카이도에 속한 도도부현도(지방도) 노선 번호를 가진 도로들을 제외하면 비교적 드문 편이기도 하다. 다만 이 번호보다 더 큰 도도부현도는 야마나시현에 있는 야마나시현도 제813호선이 홋카이도, 오키나와현 제외 45개의 도부현 지역에서 가장 큰 도도부현도로 기록되어 있다.

## 노선 정보
- 총 연장: 10.1 km
- 기점: 후쿠오카현 야메시 다치바나정 시라키
- 종점: 후쿠오카현 야메시 다치바나정 가미헤바루

## 접촉 가능한 도로
- 일본 3번 국도
- 4번 후쿠오카현도

## 주변 시설
이 도로의 경우 주변 시설에는 일부 민가가 존재하게 되는 것 이외에는 산간 지대를 주로 지나다니기 때문에, 도로 주위에 있는 시설이 거의 없다.